# جيمس ر. براونينج
جيمس ر. براونينج (بالإنجليزية: James R. Browning)‏ هو قاضي ومحامي أمريكي، ولد في 1 أكتوبر 1918 في غريت فولز في الولايات المتحدة، وتوفي في 5 مايو 2012 في مقاطعة مارين في الولايات المتحدة.

## وصلات خارجية
- جيمس ر. براونينج على موقع إن إن دي بي (الإنجليزية)